# Giorgio Bolognetti
Giorgio Bolognetti oder Gregorio Bolognetti (* 22. Dezember 1595 in Rom; † 7. Januar 1686 in Rom) war ein katholischer Priester und Bischof von Rieti.

## Biografie

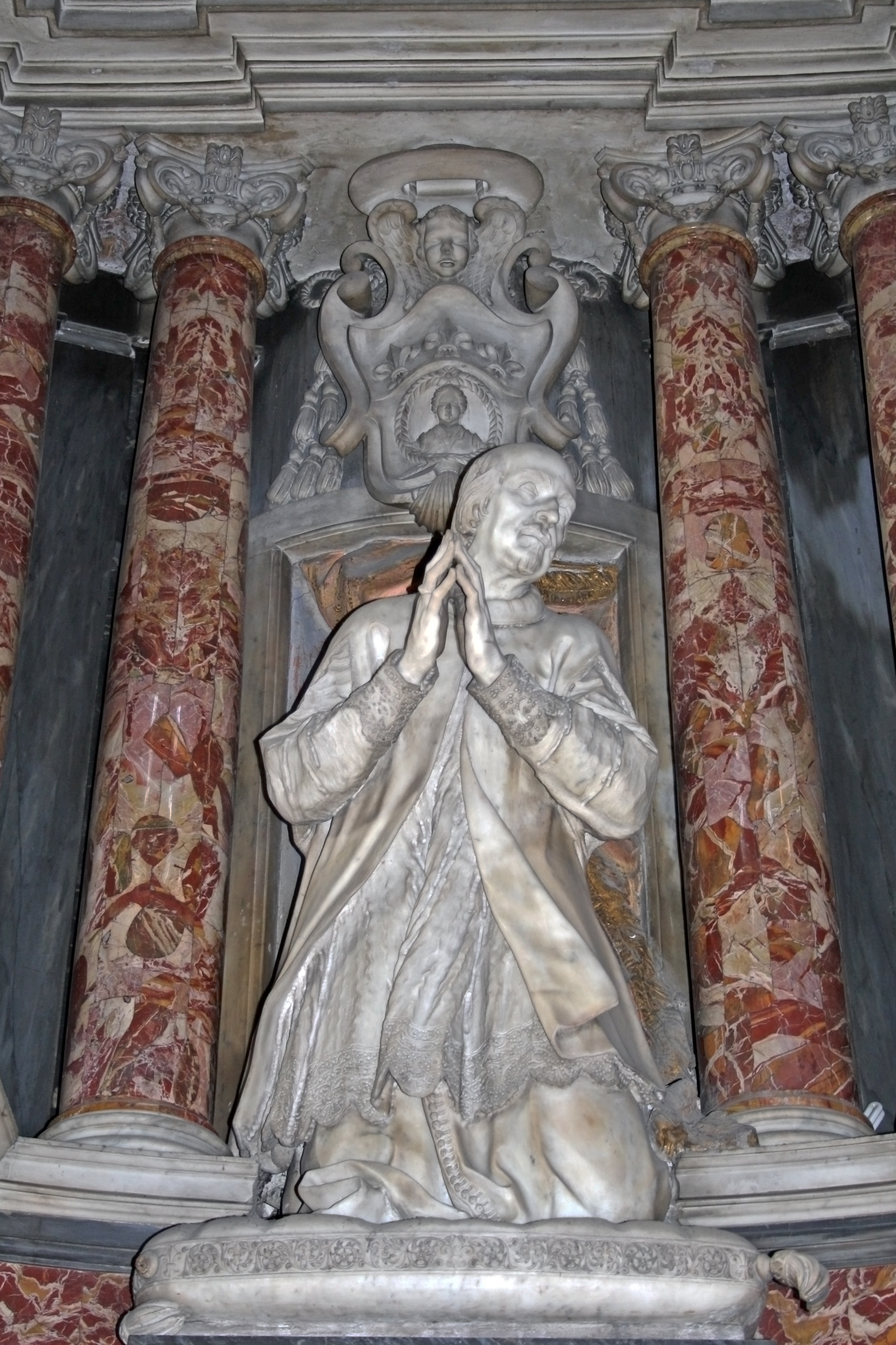
Bischof Giorgio Bolognettis Grabmal (Francesco Cavallini; Chiesa di Gesù e Maria, Rom)

Giorgio Bolognetti wurde am 22. Dezember 1595 in Rom als Sohn von Giovanni Battista und Casandra del Cavaliere geboren.
Er schloss sein juristisches Studium in einer römischen Kanzlei ab und begann seine Karriere in der Prälatur. Als er unter Kardinal Maffeo Barberini arbeitete, verdiente er sich seine Wertschätzung und als Barberini unter dem Namen Urban VIII. in das Pontifikat gewählt wurde, wurde er Teil der päpstlichen Mitarbeiter.
Am 23. September 1630 wurde er zum Bischof von Ascoli Satriano ernannt. Am 7. Oktober 1630 wurde er von Bischof Luigi Caetani, Kardinalpriester von Santa Pudenziana zum Bischof geweiht, wobei Antonio Ricciulli, emeritierter Bischof von Belcastro, und Benedetto Landi, Bischof von Fossombrone, als Mitkonsekratoren fungierten.  Mit dieser Würde begannen seine Dienste in den Reihen der päpstlichen Diplomatie. Tatsächlich wurde er am 8. November 1631 zum Nuntius des großherzoglichen Hofes der Toskana ernannt. Zu den kleineren Angelegenheiten, in der Beziehungen zwischen Florenz und Rom während der zwei Jahre der toskanischen Nuntiatur, gehörte die Frage der Prüfung und dann die Verurteilung der galiläischen Arbeit.
Bolognetti wurde am 26. März 1634 als Nachfolger von Kardinal Alessandro Bichi in die Nuntiatur Frankreichs versetzt. Vor allem aus religiöser Sicht war der Heilige Stuhl besorgt über die in den letzten Jahren entstandenen Bündnisbeziehungen zwischen Frankreich und den protestantischen Mächten, die eine Wiederbelebung der calvinistischen Bewegung im Land hätten bewirken können. Weitere wichtige Angelegenheiten waren die Beziehungen zur Sorbonne und das Problem der stärkeren Zensur in der Presse.
Bolognetti verließ die Nuntiatur in Paris am 8. August 1639 und kehrte nach Italien zurück um sich ausschließlich den bischöflichen Ämtern zu widmen. Im Jahr 1637 wurde in Rom seine Versetzung von der Diözese Ascoli Satriano an den erzbischöflichen Stuhl von Nazareth mit Sitz in Barletta in Rom diskutiert, jedoch nicht weiterverfolgt. Am 28. Februar 1639 wurde er stattdessen in die Diözese Rieti versetzt. Er residierte dort etwa zwanzig Jahre lang, arbeitete an der Reform des Klerus, versammelte 1647 eine Synode, deren Urkunden er veröffentlichte, und restaurierte den Bischofspalast.
Am 5. Mai 1660 zog er endgültig nach Rom, verzichtete auf das Episkopat und engagierte sich in verschiedenen Hilfswerken, besonders zugunsten der römischen Krankenhäuser von S. Giovanni Calabita, S. Maria della Consolazione und der SS. Trinità dei Pellegrini. Er starb am 7. Januar 1686 in Rom.